# Provinciale weg 458
De provinciale weg 458 (N458) is een provinciale weg in de provincies Zuid-Holland en Utrecht. De weg vormt een verbinding tussen de N11 ten westen van Bodegraven en Woerden. De weg verloopt over vrijwel de gehele lengte langs de noordelijke oever van de Oude Rijn.
De weg is uitgevoerd als tweestrooks-erftoegangsweg met een maximumsnelheid van 60 km/h. In de gemeente Bodegraven-Reeuwijk draagt de weg de straatnamen Burgemeester Kremerweg, Noordzijde, Weijland en De Bree. In de gemeente Woerden heet de weg Rietveld.

## Geschiedenis
Oorspronkelijk was de huidige N458 een rijksweg. Tot halverwege de jaren 80 was de een deel van de weg die administratief genummerd was als planvervangende rijksweg 212, welke van Alphen aan den Rijn via Bodegraven en Woerden naar Utrecht verliep. Toen begin jaren 80 de tweede fase van de nummering van wegen ten behoeve van bewegwijzering werd ingevoerd werden de nummers tussen 200 en 400 vrij gemaakt om geen doublures te krijgen tussen de rijkswegnummering en bewegwijzeringsnummering. Het oorspronkelijk nummer werd met 500 verhoogd, waardoor de weg vanaf de invoering van het Rijkswegenplan 1984 administratief als rijksweg 712 door het leven ging. Het gedeelte tussen Alphen aan den Rijn en Bodegraven bleef tot 2004 onderdeel van de N11, maar wordt heden ten dage nog altijd beheerd door Rijkswaterstaat.
Daar de weg geen bovenregionale functie meer vervulde, werd rijksweg 712 tussen Bodegraven en Utrecht met ingang van de Wet herverdeling wegenbeheer overgedragen aan de provincies Zuid-Holland en Utrecht. Het gedeelte tussen Bodegraven en Woerden werd genummerd als N458. Het gedeelte tussen Woerden en Utrecht werd door de provincies genummerd als N198. Inmiddels is de provincie Utrecht van plan de N458 over te dragen aan de gemeente Woerden, omdat de weg volgens de provincie geen regionale functie meer heeft.
N23 · N194 · N196 · N197 · N198 · N199 · N200 · N201 · N202 · N203 · N204 · N205 · N206 · N207 · N208 · N209 · N210 · N211 · N212 · N213 · N214 · N215 · N216 · N217 · N218 · N219 · N220 · N221 · N222 · N223 · N224 · N225 · N226 · N227 · N228 · N229 · N230 · N231 · N232 · N233 · N234 · N235 · N236 · N237 · N238 · N239 · N240 · N241 · N242 · N243 · N244 · N245 · N246 · N247 · N248 · N249 · N250 · N307

N401 · N402 · N403 · N404 · N405 · N406 · N407 · N408 · N409 · N410 · N411 · N412 · N413 · N414 · N415 · N416 · N417 · N418 · N419 · N420 · N421 · N439 · N440 · N441 · N442 · N443 · N444 · N445 · N446 · N447 · N448 · N449 · N450 · N451 · N452 · N453 · N454 · N455 · N456 · N457 · N458 · N459 · N460 · N461 · N462 · N463 · N464 · N465 · N466 · N467 · N468 · N469 · N470 · N471 · N472 · N473 · N474 · N475 · N476 · N477 · N478 · N479 · N480 · N481 · N482 · N483 · N484 · N487 · N488 · N489 · N490 · N491 · N492 · N493 · N494 · N495 · N496 · N497 · N498 · N501 · N502 · N503 · N504 · N505 · N505 (Andijk) · N506 · N507 · N508 · N509 · N510 · N511 · N512 · N513 · N514 · N515 · N516 · N517 · N518 · N519 · N520 · N521 · N522 · N523 · N524 · N525 · N526 · N527 · N806 · N830 · N848

Cursief vermelde wegen zijn voormalige Provinciale wegen